# Гамаюнов, Владлен Антонович
Владлен Антонович Гамаюнов (1925—1996) — участник Великой Отечественной войны, журналист, краевед. Награждён орденом Отечественной войны I степени. Лауреат областного конкурса журналистов имени Николая Погодина.

## Биография
Родился Владлен Антонович в станице Тацинской Ростовской области. Учился Владлен в Тацинской средней школе № 1. Когда началась Великая Отечественная война Владлен Гамаюнов ушёл в возрасте шестнадцати лет на фронт, воевал в составе 333 стрелковой дивизии. После ранения и контузии был направлен в Приморский военный округ в школу сержантов и одновременно проходил курсы журналистики, его руководителем был академик Евгений Викторович Тарле. Владлен Антонович был сотрудником газеты «Вечерний Баку». В 1950 году демобилизовался и работал в газетах: «Знамя Ильича» («Районные вести») был сотрудником, в «Молоте» специальным корреспондентом, в «Жирновском рабочем» работал редактором, был автором рубрики «Лазоревая степь» в газете «Свет Октября».
Владлен Антонович — внештатный сотрудник Шахтинского радиоцентра.
Владлен Антонович Гамаюнов занимался краеведческой деятельностью, он руководил в Тацинском районе штабом красных следопытов. Занимался поиском  участников Тацинского танкового рейда, нашёл родственников погибших танкистов, был организатором переписки с ветеранами, из Москвы привёз и передал мундир Василия Михайловича Баданова и медаль танка «Т-34» в Тацинский историко-краеведческий музей. Владлен Антонович написал очерки о генерале В. М. Баданове, капитане Михаиле Ефимовиче Нечаеве, Борисе Порфирьевиче Цымбалюке. В книге «Донские почётные» Владлен Антонович опубликовал очерк, посвящённый 2-му гвардейскому танковому Тацинскому Краснознамённому ордена Суворова корпусу.
Владлен Антонович Гамаюнов — участник шестого Всемирного фестиваля молодёжи и студентов. Его имя было занесено в книгу Почёта журналистов Дона.
Скончался Владлен Антонович в 1996 году.

## Награды
- Орден Отечественной войны I степени